# Quinquempoix
Quinquempoix település Franciaországban, Oise megyében. Lakosainak száma 317 fő (2022. január 1.). Quinquempoix Ansauvillers, Brunvillers-la-Motte, Catillon-Fumechon, Gannes, Plainval és Saint-Just-en-Chaussée községekkel határos.

## Népesség
A település népességének változása:
| Lakosok száma | 321  | 321  | 324  | 322  | 320  | 316  | 312  | 315  | 317  |
|               | 2013 | 2015 | 2016 | 2017 | 2018 | 2019 | 2020 | 2021 | 2022 |